# Ohn Joo-wan
Song Jeong-sik (Hangul= 송정식, Hanja= 宋正植, RR= Song Jeong-sik) mejor conocido artísticamente como Ohn Joo-wan (Hangul= 온주완, Hanja= 溫朱莞, RR= On Ju-wan) es un actor surcoreano.

## Biografía
Estudió radiodifusión en el Instituto de las Artes de Seúl (Seoul Institute of The Arts).
En octubre de 2008 inició su servicio militar obligatorio, el cual completó el 3 de diciembre de 2010.
En febrero de 2015 comenzó a salir con la actriz Jo Bo-ah, sin embargo la relación finalizó en enero de 2017.

## Carrera
Es miembro de la agencia Will Entertainment. Previamente formó parte de la agencia Yuleum Entertainment.
En mayo de 2014 se unió al elenco principal de la serie Beautiful Gong Shim (también conocida como "Dear Fair Lady Kong Shim?") donde interpretó a Seok Joon-soo, el heredero temporal de Star Group cuyo padre nació de la amante de su abuelo.
Originalmente en abril de 2015 se anunció que Joo-wan se había unido al elenco recurrente de la serie The Man in the Mask (también conocida como "Masked Investigator") donde daría vida a Kang Hyun-woong, un investigador de élite, sin embargo unos días después se anunció que había dejado el drama debido a problemas de salud, por lo que fue reemplazado por el actor Um Ki-joon.
El 2 de septiembre de 2017 se unió al elenco principal de la serie Man in the Kitchen (también conocida como "Man Who Sets the Table") donde interpretó a Jung Tae-yang, el hijo biológico de Kevin Miller (Lee Jae-ryong), es un hombre inteligente pero que se molesta fácilmente, hasta el final de la serie en marzo de 2018.
En octubre de 2019 se unió al elenco de la serie The Lies Within donde dio vida a Jin Young-min, el gerente general de "JQ Industries", hasta el final de la serie en diciembre del mismo año.

## Filmografía

### Series de televisión
| Año     | Título                                     | Personaje                  | Notas                     | Ref.                 |
| ------- | ------------------------------------------ | -------------------------- | ------------------------- | -------------------- |
| 2002    | Rustic Period                              | Estudiante Japonés         |                           |                      |
| 2005    | Don't Go Home Tonight                      | Jo Jang-uk                 | 1 episodio                |                      |
| 2005    | That Summer Typhoon                        | Han Ji-hoon                |                           |                      |
| 2007    | Chosun Police Season 1 (Byul Soon Geom)    | Kim Kang-woo               | 20 episodios              |                      |
| 2011    | My Love By My Side                         | Go Suk-bin                 | 50 episodios              |                      |
| 2012    | 12 Signs of Love                           | Cha Jin-oh                 | 16 episodios              |                      |
| 2012    | Natural Burials                            | Jeong Hoon                 | 2 episodios               |                      |
| 2013    | The Blade and Petal                        | Jang / Rey Bojang          |                           | [ 17 ]               |
| 2014    | Drama Special Season 5 - "Illegal Parking" | No Jeong-do                | 1 episodio                | [ 18 ]               |
| 2014    | The Idle Mermaid                           | Lee Hyun-myung             | 10 episodios              | [ 19 ] [ 20 ]        |
| 2014    | Punch                                      | Lee Ho-sung                |                           | [ 21 ]               |
| 2015    | The Time We Were Not in Love               | Ohn Joo-wan                | Aparición especial, ep. 2 | [ 22 ]               |
| 2015    | The Village: Achiara's Secret              | Seo Ki-hyun                | 16 episodios              | [ 23 ]               |
| 2016    | Beautiful Gong Shim                        | Seok Joon-soo              | 20 episodios              |                      |
| 2017-18 | Man in the Kitchen                         | Jung Tae-yang              | 50 episodios              | [ 24 ]               |
| 2019    | The Lies Within                            | Jin Young-min              |                           | [ 25 ]               |
| 2021    | Penthouse: War In Life 2                   | Baek Joon-ki               | Aparición especial        | [ 26 ] [ 27 ]        |
| 2021    | Penthouse: War In Life 3                   | Baek Joon-ki (Joo Dan-tae) |                           | [ 28 ]               |
| 2023    | Moon in the Day                            | Han Min-oh                 |                           | [ 29 ] [ 30 ] [ 31 ] |

### Películas
| Año  | Título                      | Personaje      | Notas                                                            | Ref.   |
| ---- | --------------------------- | -------------- | ---------------------------------------------------------------- | ------ |
| 2004 | Flying Boys                 | Lee Chang-seop |                                                                  |        |
| 2005 | The Aggressives             | Jjaeng         |                                                                  |        |
| 2005 | The Peter Pan Formula       | Kim Han-soo    |                                                                  | [ 32 ] |
| 2006 | If You Were Me 2 - Hey, Man | Empleado       |                                                                  |        |
| 2006 | Bloody Tie                  | Yoo Sung-geun  |                                                                  |        |
| 2007 | The Cut                     | Joong-suk      |                                                                  |        |
| 2008 | My Mighty Princess          | Il-yung        |                                                                  |        |
| 2012 | The Taste of Money          | Yoon-chul      |                                                                  | [ 33 ] |
| 2012 | Natural Burial              | Jeong-hoon     |                                                                  |        |
| 2013 | The Five                    | Oh Jae-wook    |                                                                  |        |
| 2014 | Obsessed                    | Kyung Woo-jin  |                                                                  | [ 34 ] |
| 2016 | Don't Forget Me             | Kim Dong-gun   |                                                                  |        |
| 2016 | Time Renegades              | Maestro Park   |                                                                  |        |
| 2017 | The Way                     | Conductor      |                                                                  |        |
| 2020 | Honest Candidate            | Song Jung-shik | Aparición especial, junto a Ra Mi-ran, Kim Mu-yeol y Na Moon-hee |        |

### Programas de variedades
| Año        | Título                                     | Notas                                                              | Ref.          |
| ---------- | ------------------------------------------ | ------------------------------------------------------------------ | ------------- |
| 2009       | Quiz to Change the World                   | miembro                                                            |               |
| 2012       | The Human Condition                        | (ep. 73-75) - invitado                                             |               |
| 2014, 2019 | Radio Star                                 | (ep. 374, 647) - invitado                                          | [ 35 ] [ 36 ] |
| 2016       | Please Take Care of My Refrigerator        | (ep. 96-97) - invitado                                             |               |
| 2017       | King of Mask Singer                        | (ep. 103-104) - concursó como "Young Master, Shows a Bitter Taste" |               |
| 2015-16    | Shaolin Clenched Fists                     | (ep. 1-13) - miembro                                               |               |
| 2018       | Knowing Bros (Ask Us Anythin)              | (ep. 153) - invitado                                               | [ 37 ]        |
| 2019       | Let's Eat Dinner Together                  | (ep. 118) - invitado                                               |               |
| 2019       | Life Bar                                   | (ep. 116) - invitado                                               |               |
| 2020       | Korea Coast Guard 2                        | 6 episodios - miembro                                              |               |
| 2021       | Whistle Stop                               | 9,10 episodios - invitado                                          |               |
| 2021       | My Little Old Boy (My Ugly Duckling)       | invitado                                                           | [ 38 ]        |
| 2021       | Awesome Romance                            | miembro                                                            | [ 39 ]        |
| 2021       | We Don't Bite: Villains in the Countryside | (ep. 6-8) - invitado                                               |               |

### Programas de radio
| Año  | Título                 | Cadena       | Notas    |
| ---- | ---------------------- | ------------ | -------- |
| 2008 | Lee Juck's TenTen Club | SBS Power FM | invitado |

### Teatro
| Año                  | Título   | Personaje      | Notas |
| -------------------- | -------- | -------------- | ----- |
| 2018-2019, 2020-2021 | The Days | Kang Moo-young |       |

### Musicales
| Año  | Título                              | Personaje  | Notas  |
| ---- | ----------------------------------- | ---------- | ------ |
| 2017 | Shooting At The Moon, Yoon Dong-joo | -          | [ 40 ] |
| 2016 | Newsis                              | Jack Kelly |        |

### Aparición en videos musicales
| Año  | Intérprete    | Canción                       | Notas |
| ---- | ------------- | ----------------------------- | ----- |
| 2007 | Lee Juck      | "I'm so Fortunate" (다행이다) |       |
| 2005 | Park Hyo-shin | "Scattered Days"              |       |

### Revistas / sesiones fotógraficas
| Año  | Título                 | Notas                                                     |
| ---- | ---------------------- | --------------------------------------------------------- |
| 2016 | Woman Central Magazine | (publicación de enero)                                    |
| 2014 | ELLE Magazine          | junto a Kim Jaewon - (publicación de diciembre)           |
| 2014 | Cosmopolitan Magazine  | junto a Jo Bo-ah y Song Jae-rim - (publicación de agosto) |
| 2014 | bnt International      | [ 41 ]                                                    |

### Anuncios
| Año  | Título       | Notas              |
| ---- | ------------ | ------------------ |
| 2016 | L'OHACELL    | junto a Kim So-eun |
| -    | Crown Bakery |                    |

## Premios y nominaciones
| Año  | Categoría                                              | Premio                                 | Trabajo                        | Resultado |
| ---- | ------------------------------------------------------ | -------------------------------------- | ------------------------------ | --------- |
| 2021 | Best Character Award, Actor                            | 2021 SBS Drama Award                   | Penthouse: War In Life S2 & S3 | Nominado  |
| 2018 | Excellence Award, Actor                                | 11th Korea Drama Award                 | Man in the Kitchen             | Ganó      |
| 2016 | Special Acting Award, Actor in a Romantic Comedy Drama | SBS Drama Award                        | Beautiful Gong Shim            | Ganó      |
| 2007 | Best New Actor                                         | 30th Golden Cinematography Award       | The Peter Pan Formula          | Ganó      |
| 2007 | Best New Actor (Film)                                  | 43rd Baeksang Arts Award               | The Peter Pan Formula          | Nominado  |
| 2006 | Best New Actor                                         | 5th Korean Film Award                  | The Peter Pan Formula          | Nominado  |
| 2006 | Best New Actor                                         | 27th Blue Dragon Film Award            | The Peter Pan Formula          | Nominado  |
| 2006 | Best Actor                                             | 27th Dubai International Film Festival | The Peter Pan Formula          | Ganó      |